# Isorna
Isorna (llamada oficialmente Santa María de Isorna) es una parroquia y un lugar español del municipio de Rianjo, en la provincia de La Coruña, Galicia.

## Entidades de población
Entidades de población que forman parte de la parroquia:
- A Vacariza
- Isorna
- O Regueiro
- Quintáns
- Sestelo

## Demografía

### Parroquia
| Gráfica de evolución demográfica de Isorna (parroquia) entre 2000 y 2019 |
|                                                                          |
| Datos según el nomenclátor publicado por el INE.                         |

### Lugar
| Gráfica de evolución demográfica de Isorna (lugar) entre 2000 y 2019 |
|                                                                      |
| Datos según el nomenclátor publicado por el INE.                     |